# Одетт, Даниэль
Даниэль Одетт (англ. Daniel Audette ; род. 6 мая 1996, Бленвиль, Квебек, Канада) — канадский хоккеист, играющий на позиции нападающего. В настоящее время является игроком швейцарского хоккейного клуба «Лозанна»

## Краткая биография
Даниэль Одетт родился в хоккейной семье. Отец Даниэля, Дональд Одетт, известный хоккеист, выступавший, в разное время, в НХЛ в составе таких команд как: «Баффало Сейбрз», «Лос-Анджелес Кингз», «Атланта Трэшерз», «Даллас Старз», «Монреаль Канадиенс» и «Флорида Пантерз». В сезонах 2012/13 и 2013/14 он был главным тренером на юниорском Кубке мира по хоккею для игроков до 17 лет. С 2012 года является скаутом «Монреаль Канадиенс».
Сам Даниэль начинал свою хоккейную карьеру в колледжах, вплоть до попадания на драфт QMJHL в 2012 году, где его первой профессиональной командой стал «Шербрук Финикс». После своего первого сезона в составе «Финикс» Даниэль попал в заявку юниорской сборной Канады, для участия в мемориале Глинки, где выиграл золото. За четыре сезона в составе «Шербрук Финикс» Даниэль сыграл 249 матчей (включая игры плей-офф) в которых набрал 251 результативный балл, став рекордсменом клуба по набранным очкам. Помимо этого, в 2014 году Даниэль был выбран клубом «Монреаль Канадиенс» в 5-м раунде под общим 147-м номером на драфте НХЛ.
В 2016 году Даниэль Одетт дебютировал на уровне АХЛ в составе фарм-клуба «Монреаль Канадиенс» — «Сент-Джонс АйсКэпс», впоследствии реформированного в клуб «Лаваль Рокет». В 2019 году права на хоккеиста перешли американскому клубу «Спрингфилд Тандербёрдс».
В 2020 году Даниэль Одетт впервые покинул родной континент, с целью попробовать свои силы в Европе. Его новым клубом стал финский «Лукко», в составе которого в сезоне 2020/2021 Даниэль стал чемпионом финской хоккейной лиги, при этом, для клуба, это стало первое чемпионство с 1963 года. Всего, в составе «Лукко», Одетт провёл 71 матч (включая игры плей-офф), за которые забросил 13 шайб и отдал 41 результативную передачу.
Летом 2021 года пополнил состав подольского клуба «Витязь». В своей первой же игре в составе подмосковной командой отметился дублем в ворота нижегородского «Торпедо». Всего, в составе «Витязя», Даниэль Одетт провёл 45 матчей, в которых забросил 17 шайб и отдал 22 результативные передачи, тем самым став третьим по результативности игроком команды в сезоне 2021/2022. По окончании регулярного сезона Даниэль, по обоюдному согласию сторон, расторг контракт с «Витязем», при этом права на игрока остались у подмосковной команды. Чуть позже игрок перешёл в шведский клуб «Эребру» . За шведский клуб Одетт набрал 6 (2+4) очков в 11 матчах регулярного чемпионата. В 7 играх плей-офф на его счету 3 (0+3) балла. В июне 2022 года хоккеист вернулся в «Витязь», однако уже в июле покинул команду, не проведя за неё ни одного матча.

## Достижения
- Победитель мемориала Глинки — 2013
- Бронзовый призёр чемпионата мира среди юниоров — 2014
- Чемпион Финляндии в сезоне 2020/2021